# Kyllian Villeminot
Kylian Villeminot, född 20 maj 1998, är en fransk handbollsspelare för Montpellier HB. Han är högerhänt och spelar som mittnia.

## Meriter
Klubblag
- EHF Champions League 2018 med Montpellier HB

Landslag
- U18-EM 2016
- U19-VM 2017
- U21-VM 2019
- U20-EM 2018

Individuella utmärkelser
- MVP vid U18-EM 2016[2]
- MVP vid U19-VM 2017[3]
- All-Star Team som bästa mittnia vid U20-EM 2018[4]
- All-Star Team som bästa mittnia vid U21-VM 2019[5]